# Llista de primers ministres de Tailàndia

Bandera del primer ministre de Tailàndia.

Aquesta és la llista dels primers ministres de Tailàndia de 1932 fins a l'actualitat.
| No | Imatge | Nom                                        | Inici del govern                                               | Fi del govern                 |
| --- | ------ | ------------------------------------------ | -------------------------------------------------------------- | ----------------------------- |
| 1 |        | Phraya Manopakorn Nititada                 | 28 de juny de 1932                                             | 21 de juny de 1933            |
| 2 |        | General Phot Phahonyothin                  | 21 de juny de 1933                                             | 16 de desembre de 1938        |
| 3 |        | Mariscal Plaek Phibunsongkhram (1a vegada) | 16 de desembre de 1938                                         | 1 d'agost de 1944             |
| 4 |        | Major Khuang Abhaiwongse (1a vegada)       | 1 d'agost de 1944                                              | 31 d'agost de 1945            |
| 5 |        | Tawee Boonyaket                            | 31 d'agost de 1945                                             | 17 de setembre de 1945        |
| 6 |        | Seni Pramoj (1a vegada)                    | 17 de setembre de 1945                                         | 31 de gener de 1946           |
| |        | Major Khuang Abhaiwongse (2a vegada)       | 31 de gener de 1946                                            | 24 de març de 1946            |
| 7 |        | Pridi Banomyong                            | 24 de març de 1946                                             | 23 d'agost de 1946            |
| 8 |        | Amiral Thawal Thamrong Navaswadhi          | 23 d'agost de 1946                                             | 8 de novembre de 1947         |
| |        | Major Khuang Abhaiwongse (3a vegada)       | 10 de novembre de 1947                                         | 8 d'abril de 1948             |
| |        | Mariscal Plaek Phibunsongkhram (2a vegada) | 8 d'abril de 1948 (en funcions des de 1 de març de 1959)       | 16 de setembre de 1957        |
| 9 |        | Pote Sarasin                               | 21 de setembre de 1957                                         | 1 de gener de 1958            |
| 10 |        | Mariscal Thanom Kittikachorn (1a vegada)   | 1 de gener de 1958                                             | 20 d'octubre de 1958          |
| 11 |        | Mariscal Sarit Dhanarajata                 | 20 d'octubre de 1958 (en funcions des del 9 de febrer de 1959) | 8 de desembre de 1963         |
| |        | Mariscal Thanom Kittikachorn (2a vegada)   | 9 de desembre de 1963                                          | 14 d'octubre de 1973          |
| 12 |        | Sanya Dharmasakti                          | 14 d'octubre de 1973                                           | 15 de febrer de 1975          |
| |        | Seni Pramoj (2a vegada)                    | 15 de febrer de 1975                                           | 14 de març de 1975            |
| 13 |        | Kukrit Pramoj                              | 14 de març de 1975                                             | 20 d'abril de 1976            |
| |        | Seni Pramoj (3a vegada)                    | 20 d'abril de 1976                                             | 6 d'octubre de 1976           |
| 14 |        | Tanin Kraivixien                           | 8 d'octubre de 1976                                            | 20 d'octubre de 1977          |
| 15 |        | General Kriangsak Chomanan                 | 12 de novembre de 1977                                         | 3 de març de 1980             |
| 16 |        | General Prem Tinsulanonda                  | 3 de març de 1980                                              | 4 d'agost de 1988             |
| 17 |        | General Chatichai Choonhavan               | 4 d'agost de 1988                                              | 23 de febrer de 1991          |
| 18 |        | Anand Panyarachun (1a vegada)              | 2 de març de 1991                                              | 7 d'abril de 1992             |
| 19 |        | General Suchinda Kraprayoon                | 7 d'abril de 1992                                              | 10 de juny de 1992            |
| |        | Meechai Ruchuphan                          | 24 de maig de 1992                                             | 10 de juny de 1992            |
| |        | Anand Panyarachun (2a vegada)              | 10 de juny de 1992                                             | 23 de setembre de 1992        |
| 20 |        | Chuan Leekpai (1a vegada)                  | 23 de setembre de 1992                                         | 13 de juliol de 1995          |
| 21 |        | Banharn Silpa-Archa                        | 13 de juliol de 1995                                           | 25 de novembre de 1996        |
| 22 |        | General Chavalit Yongchaiyudh              | 25 de novembre de 1996                                         | 9 de novembre de 1997         |
| - |        | Chuan Leekpai (2a vegada)                  | 9 de novembre de 1997                                          | 9 de febrer de 2001           |
| 23 |        | Thaksin Shinawatra (1a vegada)             | 9 de febrer de 2001                                            | 19 de setembre de 2006        |
| |        | Chitchai Wannasathit (interí)              | 5 d'abril de 2006                                              | 23 de maig de 2006            |
| |        | Thaksin Shinawatra (2a vegada)             | 23 de maig de 2006                                             | 19 de setembre de 2006        |
| 24 |        | General Surayud Chulanont                  | 1 d'octubre de 2006                                            | 29 de gener de 2008           |
| 25 |        | Samak Sundaravej                           | 29 de gener de 2008                                            | 8 de setembre de 2008         |
| 26 |        | Somchai Wongsawat                          | 18 de setembre de 2008                                         | 2 de desembre de 2008         |
| |        | Chaovarat Chanweerakul (interí)            | 2 de desembre de 2008                                          | 17 de desembre de 2008        |
| 27 |        | Abhisit Vejjajiva                          | 17 de desembre de 2008                                         | 5 d'agost de 2011             |
| 28 |        | Yingluck Shinawatra                        | 5 d'agost de 2011                                              | 7 de maig de 2014             |
| - |        | Niwatthamrong Boonsongpaisan               | 7 de maig de 2014                                              | 22 de maig de 2014 (depausat) |
| Consell Nacional per la Pau i l'Ordre - de 22 de maig fins a 24 d'agost de 2014 (junta militar manada pel general Prayut Chan-o-cha) |        |                                            |                                                                |                               |
| 29 |        | General Prayut Chan-o-cha                  | 24 d'agost de 2014                                             | 22 d'agost de 2023            |
| 30 |        | Srettha Thavisin                           | 22 d'agost de 2023                                             | agost de 2024                 |
| 31 |        | Paetongtarn Shinawatra                     | 16 d'agost de 2024                                             | actualitat                    |